# Fox Movietone News: Jenkins Orphanage Band
Fox Movietone News: Jenkins Orphanage Band è un cortometraggio a carattere documentario del 1928 prodotto dalla Fox Film Corporation per la serie Fox Movietone News.
La Jenkins Orphanage Band fu il primo gruppo strumentale afroamericano formatosi nello stato della Carolina del Sud (1895). La banda era composta dai ragazzini afro-americani dell'orfanotrofio fondato a Charleston nel 1891 dal rev. Daniel Jenkins.
Il gruppo, nato per dare un'educazione musicale ai ragazzi ed insieme per raccogliere fondi per l'istituzione, ebbe una notevole influenza nella musica e danza jazz americana. Negli anni venti era così numeroso da potersi suddividere in cinque bande, in grado di esibirsi contemporaneamente in tournée negli Stati Uniti. Apparvero anche alla première di New York del 1927 dell'opera teatrale Porgy e George Gershwin trasse da loro ispirazione per la sua ambientazione lirica del romanzo di Heyward.

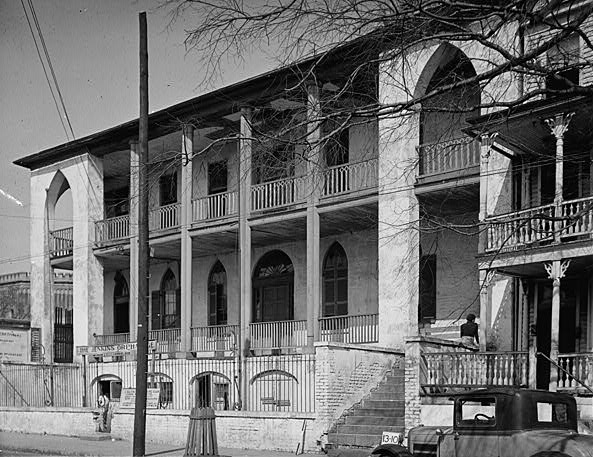
L'Old Marine Hospital, sede del Jenkins Orphanage dal 1895 al 1939

Il filmato della Fox li ritrae in una performance a Charleston sulla strada di fronte ai cancelli dell'Old Marine Hospital, sede dell'orfanotrofio dal 1895 al 1939. Nella seconda parte alcuni bambini e bambine si uniscono alla banda danzando al ritmo della sua musica. Esiste un altro filmato del 1926 che mostra nello stesso luogo un gruppo di bambini che danzano al suono della banda ma è muto. Questa del 1928 è l'unica registrazione sonora esistente della banda.
La musica e la danza sono al centro dei primi film documentari che ritraggono afroamericani. Qui sono assenti quei tratti più marcatamente caricaturali presenti in molti di quei primi filmati. I piccoli interpreti assolvono al loro compito con grande talento e professionalità.
Per il suo straordinario valore documentario, il filmato è stato inserito nel 2003 nel National Film Registry.

## Produzione
Il film fu prodotto negli Stati Uniti d'America dalla Fox Film Corporation. Fu girato a Charleston (Carolina del Sud) in fronte all'Old Marine Hospital, sede del Jenkins Orphanage.

## Distribuzione
Il film fu distribuito dalla Fox Film Corporation nelle sale cinematografiche statunitensi nel 1928.